# Комплексная лаборатория исследования внеземных территорий (КЛИВТ)
Комплексная лаборатория исследования внеземных территорий (КЛИВТ) — структурное подразделение Московского государственного университета геодезии и картографии (МИИГАиК), занимающееся оценкой и уточнением геодезических параметров планет и малых тел Солнечной системы, а также их картографированием.

## История
Прообразом Комплексной лаборатории исследования внеземных территорий (КЛИВТ) является Проблемная лаборатория, основанная в 1961 году при кафедре аэрофотосъёмки МИИГАиК. Возглавил её Борис Николаевич Родионов, заведовавший в то время кафедрой, а его заместителем был Ян Львович Зиман. Основная задача лаборатории заключалась в овладении методикой обработки космических снимков Земли и, в особенности, других небесных тел, а также координатная привязка этих изображений.
В то время такие работы велись в режиме строгой секретности.
В 1967 году АН СССР была издана книга «Первые панорамы лунной поверхности», в которой нашли отражение результаты обработки сотрудниками Проблемной лаборатории панорам, переданных на Землю АМС Луна-9 осенью 1966 года.
В 1968 году было официально объявлено о создании «Советского НАСА» — Института космических исследований (ИКИ) АН СССР. Этот институт был призван объединить под своей крышей научные организации, род деятельности которых был связан с реализацией советских космических программ. В этой связи часть сотрудников лаборатории МИИГАиК, включая Б. Н. Родионова, перешла в систему АН СССР.
А оставшиеся сотрудники приступили к обработке снимков, полученных АМС серии «Зонд», фотокамеры которых были разработаны на базе оптико-механических мастерских МИИГАиК. Результатом этих работ стала третья часть Атласа обратной стороны Луны и серия карт обратной стороны Луны вплоть до масштаба 1:500 000.
В 1970 году лаборатория была преобразована в Комплексную проблемную хоздоговорную лабораторию, которую возглавил Василий Дмитриевич Большаков, а его заместителем стала Бианна Викторовна Краснопевцева.
В 1972 году совместно с Лабораторией сравнительной планетологии ИКИ АН СССР была составлена и отпечатана карта масштаба 1:50 000 кратера Лемонье, который служил местом посадки и движения Лунохода-2. На этой карте были помещены названия малых форм лунного рельефа непосредственно в окрестностях места посадки: кратер Пологий, мыс Ближний, борозда Прямая и др.
В 1975 году вновь совместно с ИКИ АН СССР была составлена и отпечатана первая отечественная карта Марса (сначала бланковая, а затем и с отмывкой рельефа).
Лаборатория планетной картографии зародилась как самостоятельное научное направление и структурное подразделение лишь в конце 70-х годов в структуре Комплексной проблемной хоздоговорной лаборатории, которую возглавлял В.Д. Большаков.
В 1980-1989 годах, основные усилия были сосредоточены на разработке структуры и содержания первого комплексного атласа планет  земной группы и их спутников, а затем и серий запланированных карт, таблиц и диаграмм.
С 1986 года начата разработка проекций для тел нерегулярных поверхностей. Результатом стало создание карты и глобуса Фобоса на основе трехосного эллипсоида в качестве поверхности относимости. Карта (1988) и глобус (1990) впервые демонстрировались на сессии КОСПАР в Гааге в 1991 году.
В 1990-1992 годах подготовлен к изданию и выпущен «Атлас планет земной группы и их спутников». Атлас включал более 70 карт и карт-схем и являлся первой попыткой представить имеющуюся информацию в сравнительно-планетологическом аспекте.
В 1989-1990 годах сотрудниками лаборатории подготовлен к изданию «Комплексный атлас Луны».
В 1996 году в свете неудачного запуска КА Марс-96 договорное финансирование лаборатории было полностью прекращено. С этого года она существует при кафедре Экономики и предпринимательства на Факультете Управления территориями Московского государственного университета геодезии и картографии (МИИГАиК) в основном на общественных началах под патронажем Международной картографической ассоциации (МКА) сначала при Рабочей группе по планетной картографии, а с 1999 года при поддержке Комиссии по планетной картографии МКА. В этот период руководство Лабораторией планетной картографии осуществляли К.Б. Шингарёва и Б.В. Краснопевцева
С 1999 года в рамках Международного проекта под эгидой МКА создается серия многоязыковых карт планет и их спутников. В проекте участвуют также Дрезденский технический университет (Германия), Университет им. Этвёша (Венгрия), Университет Западного Онтарио (Канада).
В рамках проекта «Многоязыковые карты планет и спутников» изданы карта Марса (1999), карта Венеры (2001), карта Луны (2003), карта Меркурия (2005), карта Фобоса и Деймоса (2006).
Подготовлен и издан Атлас: Астрономия. Солнечная система (2005).
Современная история КЛИВТ берёт начало в 2010 году, когда МИИГАиК выиграл мегагрант Правительства РФ.
Первые сотрудники Проблемной лаборатории МИИГАиК:
- Борис Николаевич Родионов (руководитель);
- Ян Львович Зиман (заместитель руководителя);
- Юрий Михайлович Чесноков;
- Александр Дорофеев;
- Борис Дунаев;
- Борис Викторович Непоклонов;
- Владимир Киселёв;
- Ирина Васильевна Исавнина;
- Виктор Красиков;

а также ряд других специалистов. Коллектив её в основном состоял из выпускников  МИИГАиК, однако были и специалисты извне:
- Юрий Леонидович Бирюков, окончивший Мехмат МГУ им. М.В.Ломоносова.

Многие из них впоследствии стали Лауреатами Государственной премии СССР в области науки и техники.

## Современная структура КЛИВТ
Современная история КЛИВТ берёт начало в 2010 году, когда МИИГАиК выиграл мегагрант Правительства РФ.
Официальное открытие лаборатории состоялось в стенах МИИГАиК 20 сентября 2011 года.
Научный руководитель лаборатории с немецкой стороны — Юрген Оберст (Jürgen Oberst), профессор Берлинского технического университета и руководитель отдела планетной геодезии Немецкого аэрокосмического центра (DLR). Он также является руководителем российско-немецкого проекта по совместной программе Объединения имени Гельмгольца и Российского фонда фундаментальных исследований (РФФИ) «Helmholtz-Russia Joint Research Groups».
С российской стороны лабораторией руководит Кира Борисовна Шингарёва, доктор физ.-мат. наук, профессор МИИГАиК.
В настоящее время в состав «Комплексной лаборатории исследования внеземных территорий» входит 6 научных групп:
- Космическая геодезия и фотограмметрия
- Спектральные и гравитационные исследования небесных тел
- Картографирование небесных тел
- Космическая навигация и динамика
- Фотограмметрия изображений небесных тел
- Научного консультирования

а также группа
- Информационные системы и технологии

## Деятельность
Сегодня работа КЛИВТ нацелена на обширные исследования территорий естественных спутников Земли, Марса, Юпитера и Сатурна. Огромный интерес представляют спутники Марса Фобос и Деймос.
Одной из приоритетных задач КЛИВТ было картографирование предполагаемых мест посадок на Фобос российского автоматического космического аппарата «Фобос-Грунт», предназначенного для доставки 200 граммов грунта Фобоса на Землю, что позволит получить данные о происхождении спутников Марса и взаимодействии малых тел Солнечной системы с солнечным ветром.

### Космическая геодезия и фотограмметрия
Моделирование фигур и полей малых тел солнечной системы с применением фотограмметрических методов обработки изображений

### Спектральные и гравитационные исследования небесных тел
Обработка изображений, полученных с космических аппаратов в различных спектральных диапазонах

### Картографирование небесных тел
Моделирование поверхностей небесных тел, картографирование поверхностей небесных тел и определение мест посадок космических аппаратов будущих миссий («Фобос-Грунт», «Луна-Глоб», «Луна-Ресурс», «Фобос-Грунт 2»)

### Космическая навигация и динамика
Занимается исследованием орбитального движения малых небесных тел, искусственных и естественных спутников планет, а также динамикой метеорных потоков

### Фотограмметрия изображений небесных тел
Фотограмметрическая обработка изображений небесных тел, полученных с борта искусственных спутников и космических станцих

### Научное консультирование
В настоящее время лаборатория КЛИВТ ведёт активное сотрудничество с такими организациями как ИКИ РАН, ГЕОХИ, DLR.

## Публикации
- Номенклатура деталей тел Солнечной системы К. Б. Шингарёва, О. В. Саковнина, С. Г. Пугачёва
- DEVELOPMENT OF A GLOBAL CRATER CATALOG OF PHOBOS, AND GIS-ANALYSIS OF THE DISTRIBUTION OF CRATERS I. P. Karachevtseva, J. Oberst, K. B. Shingareva, A. A. Konopikhin, E. V. Cherepanova, M. Wahlisch, K. Willner / The second Moscow Solar System Symposium (2M-S3) — Moons of planets, Moscow 2011
- GIS-analyses of the Lunokhod-1 landing site using LROC images and high resolution DEM (недоступная ссылка) I. P. Karachevtseva, O. Peters, J. Oberst, A. A. Konopikhin, K. B. Shingareva, F. Scholten, M. Wahlisch, I. Haase, J. Plescia, and M. Robinson / The second Moscow Solar System Symposium (2M-S3) — Moons of planets, Moscow 2011